# Flygbåt

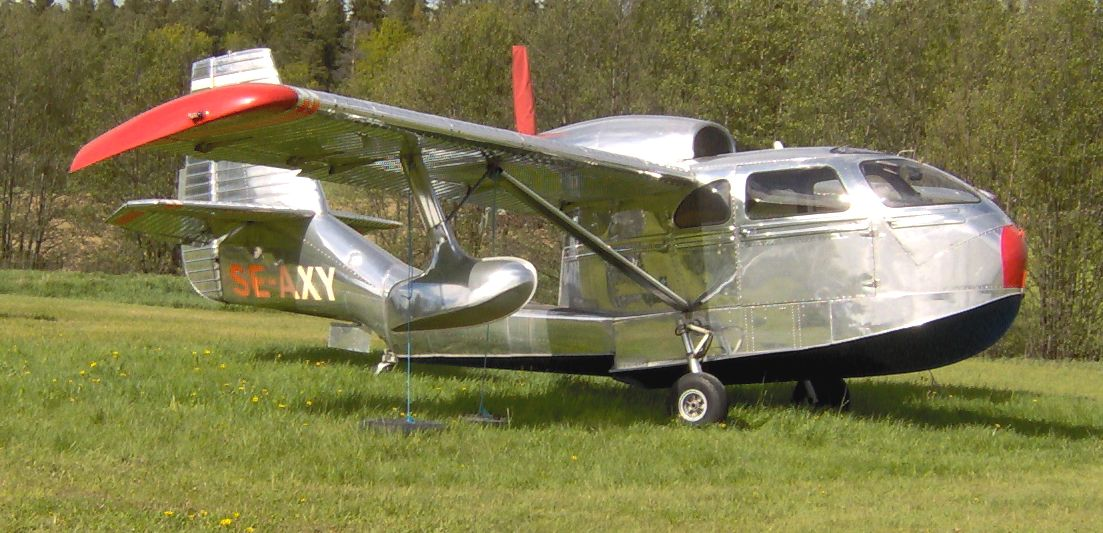
Republic RC-3 Seabee från 1947 är ett amfibieflygplan och kan landa både på vatten och på land.. Flygplanstypen har en reversibel propeller och kan således backa.

Flygbåt är ett sjöflygplan där underdelen av flygkroppen är utformad som ett båtskrov och som gör det möjligt att starta och landa på vatten. Ofta har de även små pontoner under vingarna för stabilitet, men till skillnad från pontonflygplan kommer huvuddelen av flytkraften från flygkroppen.
Ett typiskt exempel är Dornier Wal som användes under 1920- och 1930-talen. Under denna period var de största passagerarflygplanen oftast flygbåtar, till exempel på linjerna över Atlanten. Fjärdar som exempelvis Lilla Värtan intill Stockholm användes som flygplatser innan landningsbanor till lands hade byggts ut. Den där belägna Lindarängens flyghamn användes fram till 1952.